# Consejería de la Presidencia, Interior, Diálogo Social y Simplificación Administrativa de la Junta de Andalucía
La Consejería de la Presidencia, Interior, Diálogo Social y Simplificación Administrativa es el departamento de la Junta de Andalucía encargado de las competencias autonómicas referidas a la asistencia política, técnica y jurídica del Presidente y del Gobierno; protocolo; relaciones entre el Consejo de Gobierno y el Parlamento de Andalucía; estrategia digital orientada a la prestación de servicios públicos; policía autonómica, ordenación general y coordinación supramunicipal de las policías locales andaluzas, protección civil y emergencias, y seguridad; elecciones y consultas populares, espectáculos y actividades recreativas y protección de animales; coordinación de la acción exterior de la Junta de Andalucía en la Unión Europea, de la cooperación interregional, transnacional y transfronteriza y de las políticas respecto a los andaluces y andaluzas en el mundo; diálogo con los agentes económicos y sociales; dirección, edición y publicación del Boletín Oficial de la Junta de Andalucía; asesoramiento y representación jurídicas de la administración autonómica; políticas de comunicación institucional de la Junta en medios de comunicación; portavocía del gobierno autonómico; designación de integrantes de los órganos de gobierno de las autoridades portuarias de los puertos de interés general enclavados en Andalucía; conciencia de identidad del pueblo andaluz y defensa, protección, proyección y promoción de la imagen de Andalucía y de sus valores; coordinación de competencias en materia de víctimas del terrorismo; promoción de las relaciones con las confesiones religiosas existentes en la sociedad andaluza; calidad normativa y simplificación administrativa; gobierno abierto; cumplimiento de los Objetivos de Desarrollo Sostenible (ODS) y la Agenda 2030; cooperación internacional para el desarrollo; relaciones institucionales con el Consejo Consultivo de Andalucía; transformación digital; desarrollo de la infraestructura de telecomunicaciones en Andalucía y la presidencia y asistencia a la Comisión General de Viceconsejeros y Viceconsejeras.
Recibe este nombre desde el inicio de la XII legislatura (2022-2026).
El titular de la consejería y máximo responsable es Antonio Sanz Cabello y tiene su sede en el palacio de San Telmo, avenida de Roma, s/n, (Sevilla).

## Historia
La Consejería de la Presidencia, Interior, Diálogo Social y Simplificación Administrativa fue creada el 26 de julio de 2022, día de entrada en vigor mediante publicación en el BOJA del Decreto del Presidente 10/2022, de 25 de julio, sobre reestructuración de Consejerías. No obstante, sus competencias quedaron corregidas por Decreto del Presidente 13/2022, de 8 de agosto, por el que se modifica el Decreto del Presidente 10/2022, que cambió el artículo 1 de este último, en el que se establece que     

"Corresponden a la Consejería de la Presidencia, Interior, Diálogo Social y Simplificación Administrativa las competencias que actualmente tiene atribuidas la Consejería de la Presidencia, Administración Pública e Interior, salvo las relativas a Administración Pública y coordinación de políticas migratorias. 
 Asimismo, se mantienen las competencias en materia de comunicación social y se le asignan a la Consejería de la Presidencia, Interior, Diálogo Social y Simplificación Administrativa la coordinación del diálogo con los agentes económicos y sociales, la simplificación administrativa, la gestión de las ayudas y coordinación de la cooperación internacional para el desarrollo, las relacionadas con el cumplimiento de los Objetivos de Desarrollo Sostenible (ODS) y la Agenda 2030, y las relaciones entre el Consejo de Gobierno y el Parlamento de Andalucía. Se le asignan asimismo las competencias en materia de transparencia que actualmente estaban asignadas a la Consejería de Turismo, Regeneración, Justicia y Administración Local, y las competencias en materia de economía digital que actualmente estaban asignadas a la Consejería de Transformación Económica, Industria, Conocimiento y Universidades".
Decreto del Presidente 10/2022, de 25 de julio, sobre reestructuración de Consejerías

## Estructura
De acuerdo con el Decreto 152/2022, de 9 de agosto, por el que se establece la estructura orgánica de la Consejería de la Presidencia, Interior, Diálogo Social y Simplificación Administrativa, la Consejería se estructura, bajo la superior dirección de su titular, en los siguientes órganos directivos:
Centrales:
- Viceconsejería.
- Secretaría General de la Presidencia.
- Secretaría General de Interior.
  - Dirección General de Emergencias y Protección Civil.
- Secretaría General de Acción Exterior, Unión Europea y Cooperación.
  - Dirección General de Andalucía Global.
- Secretaría General de Relaciones con el Parlamento.
- Secretaría General Técnica.
  - Oficina Técnica de Apoyo a la Autoridad Competente de los Fondos Europeos Agrícolas en la Comunidad Autónoma de Andalucía.
- Gabinete Jurídico de la Junta de Andalucía.
- Dirección General de Comunicación Social.
- Dirección General de Comunicación.
- Portavocía del Gobierno.
- Dirección General de Administración Periférica y Simplificación Administrativa.

Periféricos:
- Delegación del Gobierno de la Junta de Andalucía en Almería.
- Delegación del Gobierno de la Junta de Andalucía en Cádiz.
  - Subdelegación del Gobierno de la Junta de Andalucía en el Campo de Gibraltar.
- Delegación del Gobierno de la Junta de Andalucía en Córdoba.
- Delegación del Gobierno de la Junta de Andalucía en Granada.
- Delegación del Gobierno de la Junta de Andalucía en Huelva.
- Delegación del Gobierno de la Junta de Andalucía en Jaén.
- Delegación del Gobierno de la Junta de Andalucía en Málaga.
- Delegación del Gobierno de la Junta de Andalucía en Sevilla.

### Entes adscritos a la Consejería
Están adscritas a la Consejería las siguientes entidades instrumentales:
- Agencia Pública Empresarial de la Radio y Televisión de Andalucía (RTVA).
- Agencia Andaluza de Cooperación Internacional para el Desarrollo (adscrita a través de la Secretaría General de Acción Exterior, Unión Europea y Cooperación).
- Agencia Empresarial para la Transformación y el Desarrollo Económico (TRADE)  (también adscrita a la Consejería de Economía, Hacienda y Fondos Europeos) .
- Agencia Digital de Andalucía (adscrita a través de la persona titular de la Consejería).
- Fundación Pública Centro de Estudios Andaluces (adscrita a través de la Viceconsejería).
- Oficina de la Junta de Andalucía en Madrid (adscrita a través de la Viceconsejería).
- Oficina de la Junta de Andalucía en Barcelona (adscrita a través de la Viceconsejería).
- Delegación de la Junta de Andalucía en Bruselas (adscrita a través de la Secretaría General de Acción Exterior, Unión Europea y Cooperación).
- Instituto de Emergencias y Seguridad Pública de Andalucía (IESPA) (adscrita a través de la Secretaría General de Interior).
- Comisión Interdepartamental de Acción Exterior.
- Comisión Interdepartamental para la Sociedad de la Información (adscrita a través de la Viceconsejería).
- Unidad Aceleradora de Proyectos de Interés Estratégico en Andalucía (adscrita a través de la Dirección General de Administración Periférica y Simplificación Administrativa).
- Dirección de estudios y análisis (adscrita a través de la Secretaría General de la Presidencia).
- Dirección de relaciones institucionales (adscrita a través de la Secretaría General de la Presidencia).
- Agencia Andaluza de Promoción Exterior (EXTENDA), (adscrita a través de la Secretaría General de Acción Exterior, Unión Europea y Cooperación).
- Sociedad Andaluza para el Desarrollo de las Telecomunicaciones, S.A. (SANDETEL).[6]
- Consorcio Fernando de los Ríos.[6]

## Consejeros
| Imagen                                                                              | Nombre                                                       | Mandato                                                      | Mandato                                                      | Mandato                                                      | Partido                                                      | Partido                                                      | Presidente de la Junta                                       | Presidente de la Junta                    | Monarca                                      | Ref.   |
| Imagen                                                                              | Nombre                                                       | Nombramiento                                                 | Cese                                                         | Duración                                                     | Partido                                                      | Partido                                                      | Presidente de la Junta                                       | Presidente de la Junta                    | Monarca                                      | Ref.   |
| ----------------------------------------------------------------------------------- | ------------------------------------------------------------ | ------------------------------------------------------------ | ------------------------------------------------------------ | ------------------------------------------------------------ | ------------------------------------------------------------ | ------------------------------------------------------------ | ------------------------------------------------------------ | ----------------------------------------- | -------------------------------------------- | ------ |
| Consejería del Interior                                                             |                                                              |                                                              |                                                              |                                                              |                                                              |                                                              |                                                              |                                           |                                              |        |
|                                                                                     | Carlos Sanjuán (n. 1938)                                     | 2 de junio de 1978                                           | 2 de junio de 1979                                           | 1 año                                                        |                                                              | PSOE-A                                                       |                                                              | Plácido Fernández Viagas (1978-1979)      | Juan Carlos I (1975-2014)                    | [ 7 ]  |
|                                                                                     | Antonio Ojeda Escobar (n. 1941)                              | 2 de junio de 1979                                           | 4 de agosto de 1982                                          | 3 años y 63 días                                             |                                                              | PSOE-A                                                       |                                                              | Rafael Escuredo (1979-1984)               | Juan Carlos I (1975-2014)                    | [ 8 ]  |
|                                                                                     | José Rodríguez de la Borbolla (n. 1947)                      | 4 de agosto de 1982                                          | 15 de marzo de 1984                                          | 1 año y 224 días                                             |                                                              | PSOE-A                                                       | [ 9 ]                                                        | Rafael Escuredo (1979-1984)               | Juan Carlos I (1975-2014)                    |        |
|                                                                                     | José Miguel Salinas Moya (n. 1952)                           | 15 de marzo de 1984                                          | 30 de julio de 1986                                          | 2 años y 137 días                                            |                                                              | PSOE-A                                                       |                                                              | José Rodríguez de la Borbolla (1984-1990) | Juan Carlos I (1975-2014)                    | [ 10 ] |
|                                                                                     | Enrique Linde Cirujano (n. 1946)                             | 30 de julio de 1986                                          | 1 de marzo de 1988                                           | 1 año y 215 días                                             |                                                              | PSOE-A                                                       | [ 11 ]                                                       | José Rodríguez de la Borbolla (1984-1990) | Juan Carlos I (1975-2014)                    |        |
|                                                                                     | Manuel Gracia Navarro (n. 1946)                              | 1 de marzo de 1988                                           | 28 de julio de 1990                                          | 2 años y 149 días                                            |                                                              | PSOE-A                                                       | [ 12 ]                                                       | José Rodríguez de la Borbolla (1984-1990) | Juan Carlos I (1975-2014)                    |        |
|                                                                                     | Ángel Martín-Lagos Contreras (n. ¿?)                         | 28 de julio de 1990                                          | 3 de agosto de 1994                                          | 4 años y 6 días                                              |                                                              | PSOE-A                                                       |                                                              | Manuel Chaves González (1990-2009)        | Juan Carlos I (1975-2014)                    | [ 13 ] |
|                                                                                     | Carmen Hermosín Bono (n. 1945)                               | 3 de agosto de 1994                                          | 29 de abril de 2000                                          | 5 años y 270 días                                            |                                                              | PSOE-A                                                       | [ 14 ]                                                       | Manuel Chaves González (1990-2009)        | Juan Carlos I (1975-2014)                    |        |
|                                                                                     | Alfonso Perales Pizarro (n. 1954)                            | 29 de abril de 2000                                          | 7 de febrero de 2004                                         | 3 años y 284 días                                            |                                                              | PSOE-A                                                       | [ 15 ]                                                       | Manuel Chaves González (1990-2009)        | Juan Carlos I (1975-2014)                    |        |
|                                                                                     | Evangelina Naranjo Márquez (n. 1967)                         | 7 de febrero de 2004                                         | 18 de abril de 2008                                          | 4 años y 71 días                                             |                                                              | PSOE-A                                                       | [ 16 ]                                                       | Manuel Chaves González (1990-2009)        | Juan Carlos I (1975-2014)                    |        |
|                                                                                     | Clara Eugenia Aguilera García (n. 1964)                      | 18 de abril de 2008                                          | 24 de abril de 2009                                          | 1 año y 6 días                                               |                                                              | PSOE-A                                                       | [ 17 ]                                                       | Manuel Chaves González (1990-2009)        | Juan Carlos I (1975-2014)                    |        |
|                                                                                     | Luis Pizarro Medina (n. 1947)                                | 24 de abril de 2009                                          | 22 de marzo de 2010                                          | 363 días                                                     |                                                              | PSOE-A                                                       |                                                              | José Antonio Griñán (2009-2013)           | Juan Carlos I (1975-2014)                    | [ 18 ] |
| Consejería de Justicia e Interior                                                   |                                                              |                                                              |                                                              |                                                              |                                                              |                                                              |                                                              | José Antonio Griñán (2009-2013)           | Juan Carlos I (1975-2014)                    |        |
|                                                                                     | Luis Pizarro Medina (n. 1947)                                | 22 de marzo de 2010                                          | 5 de marzo de 2011                                           | 317 días                                                     |                                                              | PSOE-A                                                       |                                                              | José Antonio Griñán (2009-2013)           | Juan Carlos I (1975-2014)                    | [ 18 ] |
|                                                                                     | Francisco Menacho Villalba (n. 1954)                         | 5 de marzo de 2011                                           | 5 de mayo de 2012                                            | 1 año y 61 días                                              |                                                              | PSOE-A                                                       |                                                              | José Antonio Griñán (2009-2013)           | Juan Carlos I (1975-2014)                    | [ 19 ] |
|                                                                                     | Emilio de Llera Suárez-Bárcena (n. 1951)                     | 5 de mayo de 2012                                            | 9 de junio de 2017                                           | 5 años y 35 días                                             |                                                              | PSOE-A                                                       |                                                              | José Antonio Griñán (2009-2013)           | Juan Carlos I (1975-2014)                    | [ 20 ] |
|                                                                                     | Emilio de Llera Suárez-Bárcena (n. 1951)                     | 5 de mayo de 2012                                            | 9 de junio de 2017                                           | 5 años y 35 días                                             |                                                              | PSOE-A                                                       | Susana Díaz Pacheco (2013-2019)                              | Felipe VI (2014-presente)                 |                                              | [ 20 ] |
|                                                                                     | Rosa Aguilar Rivero (n. 1957)                                | 9 de junio de 2017                                           | 22 de enero de 2019                                          | 1 año y 227 días                                             |                                                              | PSOE-A                                                       | Susana Díaz Pacheco (2013-2019)                              | Felipe VI (2014-presente)                 | [ 21 ]                                       |        |
| Consejería de Presidencia, Administración Pública e Interior                        | Consejería de Presidencia, Administración Pública e Interior | Consejería de Presidencia, Administración Pública e Interior | Consejería de Presidencia, Administración Pública e Interior | Consejería de Presidencia, Administración Pública e Interior | Consejería de Presidencia, Administración Pública e Interior | Consejería de Presidencia, Administración Pública e Interior | Consejería de Presidencia, Administración Pública e Interior | Felipe VI (2014-presente)                 | Juan Manuel Moreno Bonilla (2019-actualidad) |        |
|                                                                                     | Elías Bendodo Benasayag (n. 1974)                            | 22 de enero de 2019                                          | 26 de julio de 2022                                          | 3 años y 185 días                                            |                                                              | PP-A                                                         |                                                              | Felipe VI (2014-presente)                 | Juan Manuel Moreno Bonilla (2019-actualidad) | [ 22 ] |
| Consejería de Presidencia, Interior, Diálogo Social y Simplificación Administrativa |                                                              |                                                              |                                                              |                                                              |                                                              |                                                              |                                                              | Felipe VI (2014-presente)                 | Juan Manuel Moreno Bonilla (2019-actualidad) |        |
|                                                                                     | Antonio Sanz Cabello (n. 1974)                               | 26 de julio de 2022                                          | En el cargo                                                  | 2 años y 236 días                                            |                                                              | PP-A                                                         | [ 23 ]                                                       | Felipe VI (2014-presente)                 | Juan Manuel Moreno Bonilla (2019-actualidad) |        |